# Neolophonotus leucotaenia
Neolophonotus leucotaenia är en tvåvingeart som först beskrevs av Mario Bezzi 1906.  Neolophonotus leucotaenia ingår i släktet Neolophonotus och familjen rovflugor.
Artens utbredningsområde är Eritrea. Inga underarter finns listade i Catalogue of Life.